# Phytomyza catalaunica
Phytomyza catalaunica är en tvåvingeart som beskrevs av Spencer 1960. Phytomyza catalaunica ingår i släktet Phytomyza och familjen minerarflugor.
Artens utbredningsområde är Spanien. Inga underarter finns listade i Catalogue of Life.